# Stazione di Niella
La stazione di Niella è stata una stazione ferroviaria posta sulla linea Bra-Ceva. Situata nel territorio comunale di Niella Tanaro serviva il vicino centro abitato.

## Storia
La stazione venne inaugurata nel 1874, continuò il suo esercizio fino al 1994, anno in cui l'alluvione devastò la linea, portando alla chiusura della Bra-Ceva, sancendo così la fine definitiva del servizio. Da allora non fu più ripristinata né la stazione né la ferrovia ma, al contrario, nei primi anni duemila, è stata tolta la linea aerea e sono stati asportati completamente i binari tant'è che, successivamente, il piazzale binari è stato utilizzato per l'allargamento della strada provinciale 12 di Fondovalle.

## Strutture e impianti
La stazione era composta da un fabbricato viaggiatori, ora in stato di abbandono, un magazzino merci e da due binari.